# Gifty Eugenia Kwofie
Gifty Eugenia Kusi, née le 11 février 1958, est une femme politique ghanéenne. Elle est membre du quatrième parlement de la quatrième République du Ghana dans la circonscription de Tarkwa-Nsuaem (parlement du Ghana) (en) de 2001 à 2017. Elle est également assistante de recherche principale au département de santé communautaire de la faculté de médecine de l'université du Ghana - Korle-Bu,,.

## Biographie

### Jeunesse et éducation
Gifty Eugenia Kwofie, née Kwofie, est originaire de Nsuaem- Tarkwa dans la région occidentale du Ghana.
Elle est titulaire d'une maîtrise en sociologie de l'Université du Ghana en 1999.

### Vie personnelle
Elle est mariée et mère de quatre enfants. C'est une chrétienne qui fréquente l'Église de la Pentecôte.

## Politique
Gifty Eugenia Kwofie commence sa carrière en politique à partir de 2001, lorsqu'elle se présente et remporte le siège de députée sur la liste du Nouveau Parti patriotique (NPP) pour la circonscription de Tarkwa-Nsueam,,. Elle conserve le siège de la circonscription de Tarkwa-Nsueam pendant 16 ans, ce qui fait d'elle un membre des 3e, 4e, 5e et 6e parlements de la 4e République du Ghana,. Elle est membre du Comité de discipline du Nouveau Parti patriotique (NPP), du Comité des affaires du Parlement du Ghana,, du Comité du Parlement du Ghana sur le genre et les enfants, et le comité de la santé du Parlement du Ghana. Elle est vice-ministre régionale de l'Ouest,,,,,,.

### Carrière
Elle est assistante de recherche principale au département de santé communautaire de l'UGMS. Elle a également travaillé à l'hôpital universitaire de Korle-Bu.